# 极大紧子群
数学中，一个拓扑群 G 的极大紧子群 K 是一个在子空间拓扑下是紧空间的子群，且是这些子群中的极大元。
一个一般李群不一定有极大紧子群，但半单李群却一定存在，而且他们在理论中有重要地位。极大紧子群一般不是惟一的，但在相差一个共轭的意义下是惟一的——他们是本质惟一的。

## 例子
一个好例子是正交群 O(2)，是一般线性群 GL(2,R) 的极大紧子群。一个相关的例子是循环群 SO(2)，是SL(2, R)的极大紧子群。显然 SO(2) 在 GL(2, R) 中紧但不是极大元。非惟一性可从任何一个内积有一个相应的正交群看出来，本质惟一性对应于内积的本质惟一性。

## 定义
一个极大紧子群是紧子群种的极大群——极大（紧子群）——而不是一个极大子群如果它恰是紧群；后者也许可以称为紧（极大子群），但是任何时候都不是所想要意思（事实上极大正规子群一般都不是紧群）。

## 存在和惟一

### 存在
一个一般李群不一定有极大紧子群，但半单李群却一定存在。这是岩泽分解的一个推论，岩泽分解是一个更强的结论。

### 惟一
极大紧子群不是惟一的除非群 G 是一个紧群和可缩群的半直积。但极大紧子群差一个共轭是惟一的，也就是说任意两个极大紧子群 {\displaystyle K} 和 {\displaystyle L} 存在 {\displaystyle g\in G} 使得 {\displaystyle gKg^{-1}=L} ，从而一个极大紧子群是本质惟一的。故人们常直接说一个群的极大紧子群，而不指明。
非惟一性是因为给定任意 {\displaystyle h\in G} 且 {\displaystyle h\not \in K}，以 h 做共轭得到子群{\displaystyle hKh^{-1}} 同样是一个极大紧子群。从而 K 是惟一的当且仅当 {\displaystyle hKh^{-1}=K}，即 K是正规的。由岩泽分解，K 有一个截线（transversa），故群  G 分裂。 
以正交群为例，任意内积定义一个（紧）正交群，以广义正交群的一个元素做共轭后对这个内积来说一般不再是正交的。

## 应用

### 表示论
当 G 不是紧群时，极大紧子群在表示论中有着基础地位。这时极大紧子群 K 是一个紧子群（因为李群的任一闭子群都是李子群），从而可以化简理论。
同 G 和 K 的表示论相关的变换是从 G 到 K 的限制表示，以及从 K 到 G 的诱导表示，这些是很好理解的；它们的理论包含球函数。

### 拓扑
半单李群的代数拓扑性质大多由极大紧子群 K 携带。确切地说，一个半单李群是极大紧子群 K 和一个可缩空间的乘积（{\displaystyle G=K\times C}），特别的 K 是 G 的一个形变收缩核，K 同伦等价于 G，从而它们有同样的同伦群。事实上，嵌入映射 {\displaystyle K\hookrightarrow G} 和收缩映射 {\displaystyle G\twoheadrightarrow K} 同论等价。
对正交群作为一般线性群的极大紧子群来说，这个分解就是 QR分解，形变收缩是格拉姆-施密特正交化过程。对一个一般的半单李群，这个分解是 G 的岩泽分解 {\displaystyle G=KAN}，这里 K 和可缩子群 {\displaystyle AN} 相乘。

## 注
1. ↑  注意 g 不是惟一的，陪集 {\displaystyle gK} 中任何元素都可以。